# Andrew Blades
Andrew Thomas Blades (Sydney, 4 giugno 1967) è un ex rugbista a 15 e allenatore di rugby a 15 australiano, campione del mondo nel 1999 nelle file degli Wallabies.

## Biografia
Pilone, proveniente dal Gordon, club del Nuovo Galles del Sud, rappresentò a livello di rugby provinciale il suo Stato e, con l'avvento del professionismo, entrò a far parte della franchise degli Waratahs con cui militò nel Super Rugby.
Esordiente in Nazionale nel 1996 a 29 anni, fu una presenza costante nei tre anni successivi: infatti, a tutto il 1999, disputò 32 incontri con gli Wallabies, gli ultimi dei quali coincidenti con la partecipazione alla Coppa del Mondo di rugby 1999 nel Regno Unito.
La trentaduesima e ultima partita di Blades in Nazionale fu la finale di tale competizione, che l'Australia vinse battendo la Francia.
Dopo il ritiro Blades intraprese la carriera tecnica: fu assistente allenatore nella franchise di Canberra dei Brumbies e, tra il 2002 e il 2004, co-allenatore dei Newcastle Falcons, in Inghilterra, insieme a Rob Andrew, incarico che lasciò per entrare nello staff tecnico degli Wallabies.
Dopo un periodo passato nella federazione rugbistica del Nuovo Galles del Sud, dal 2012 è di nuovo nello staff tecnico degli Wallabies come allenatore degli avanti, in sostituzione del dimissionario Patricio Noriega.
Alterna l'attività tecnica a quella di conferenziere e motivatore.

## Palmarès
- Coppe del mondo: 1
Australia: 1999